# 別茲佩奇涅
51°5′34″N 32°36′31″E / 51.09278°N 32.60861°E
別茲佩奇涅（烏克蘭語：Безпечне），是烏克蘭北部的村莊，隸屬切爾尼希夫州的尼任區。該村始建於1840年，面積0.9平方公里，海拔高度145米，2006年人口91，人口密度每平方公里101.11人。